# Здатність до набрякання
Здатність до набрякання полімеру — це кількість рідини, котру він може поглинути (абсорбувати). Цей тест можна провести двома методами:
1. Метод випробування склянкою[1]
2. Метод випробування чайного пакетика[2]

## Склянковий метод випробування
- Беруть невелику кількість супервбирального полімерного[en] (СВП, SAP) матеріалу (0,1 г) і поміщають його в склянку.
- У склянку наливають 100 мл деіонізованої води.
- Через 20 хвилин набряклий полімер відокремлюють за допомогою [фільтрувального паперу]
- Шляхом зважування полімеру можна визначити здатність до набрякання SAP-матеріалу.[3]

## Метод випробування чайного пакетика
- У цьому методі 0,1 г матеріалу СВП поміщають у проникний мішок, який суспендують над надлишком води в склянці.
- Очікують 20 хв. і зважють мішок, а потім обчисляють відсоток набрякання за такою формулою:
(w2-w1)/(w1) %
w1 = маса полімеру (до набрякання)
w2= маса полімеру (після набрякання)
- Примітка: фільтрувальний папір призначений лише для видалення води.

## Парадокс Шродера
Деякі полімери демонструють більшу експериментально виміряну здатність до набухання при зануренні в чисту рідину порівняно з випробуванням з насиченою парою. Це явище відоме як парадокс Шродера.